# 塔努姆斯海德
58°43′25″N 11°19′25″E / 58.72361°N 11.32361°E
塔努姆斯海德（瑞典語：Tanumshede）是瑞典西部西约塔兰省塔努姆的一个镇，人口1600。其周边地区的密集岩石雕刻于1994年被联合国教科文组织评为世界文化遗产。
斯堪的纳维亚地区面积最大的北欧青铜时代平石雕刻Vitlyckehäll就位于塔努姆斯海德，由阿吉·尼尔森于1972年发现。
塔努姆石刻总计共有约3000幅，分布在约100块的石头上，它们聚集在25平方公里范围内的五个不同的区域，在青铜器时代，该区域是一个峡湾边的海滩。
在北欧青铜时代和铁器时代，人们已经能熟练制作木器并通过水路旅行。（不同地区的时代时间有所区别，在北欧，青铜时代为公元前1800年到前600年）。塔努姆石刻的一些图案描绘了长长的划艇，上面载着10几个乘客。武器和马车也在图案中出现。有一幅图案则描绘了一个猎人带着一把弓，还有一些描绘了打猎的场景。另一些图案刻画了耕作的场景，有一个人用两头牛拉的犁犁地。

## 图片集

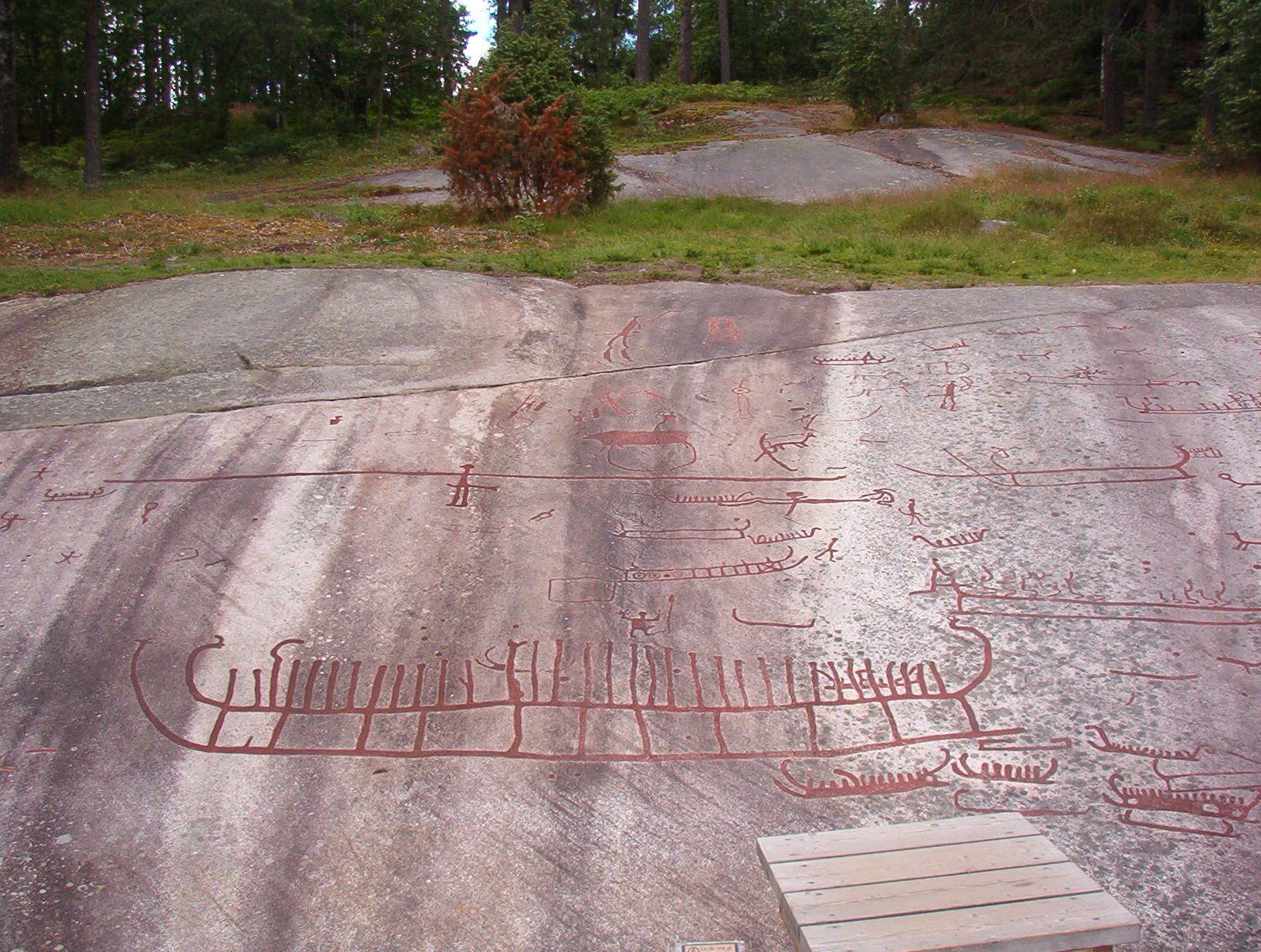
Vitlyckehäll
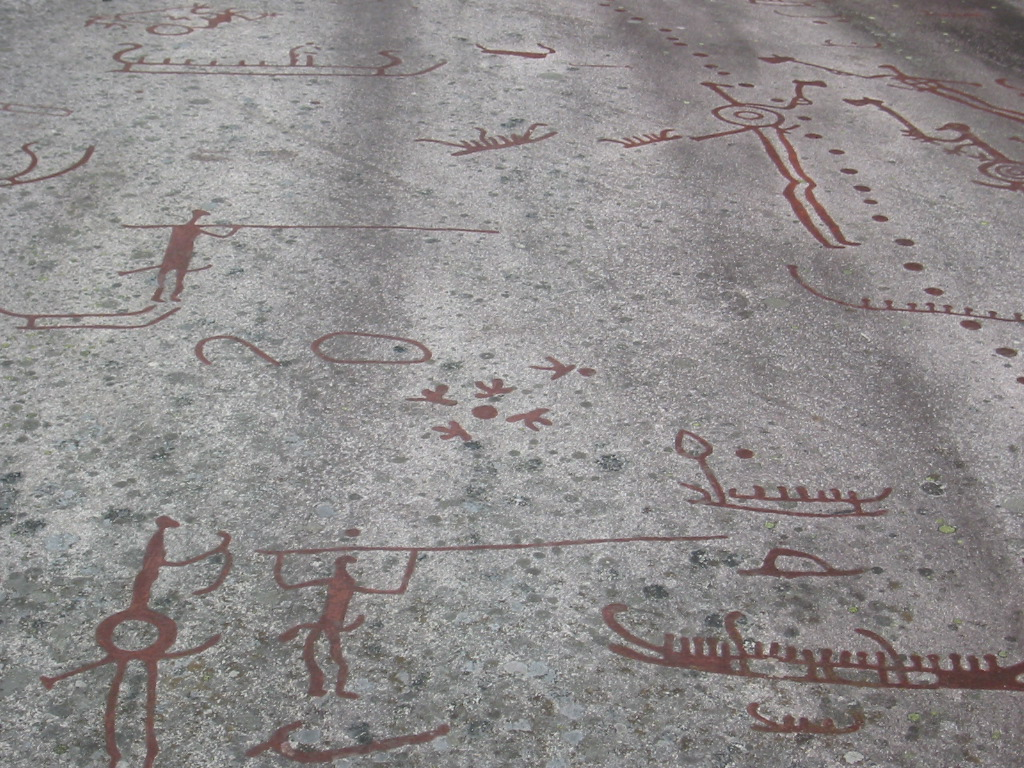
鸟
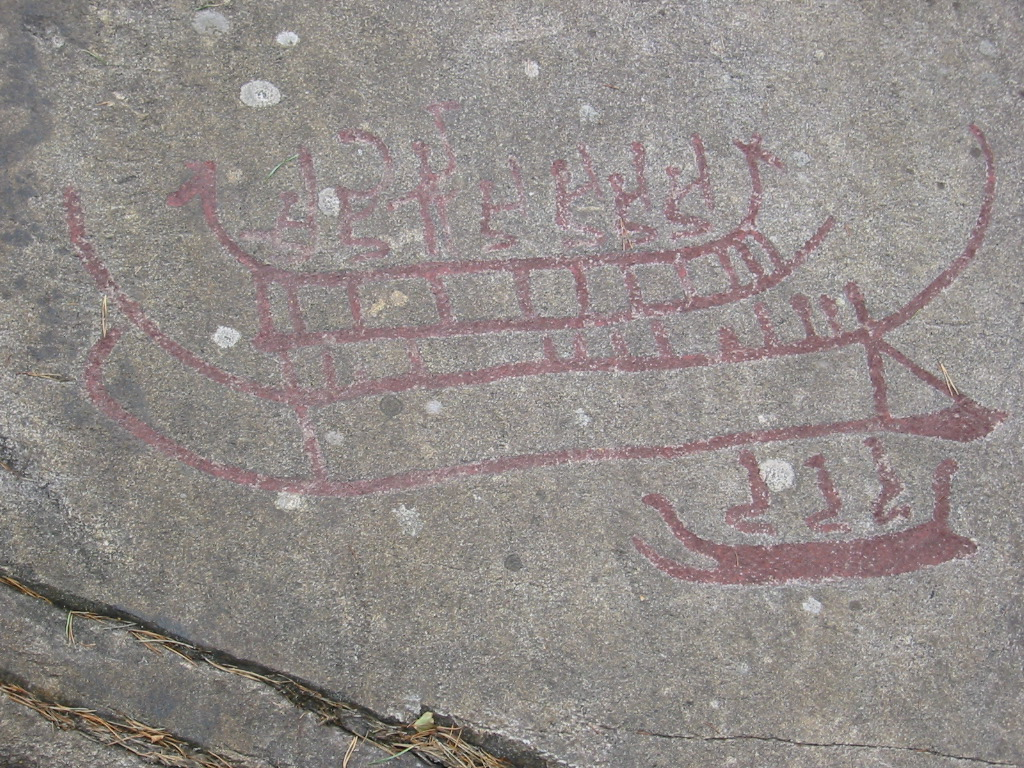
船
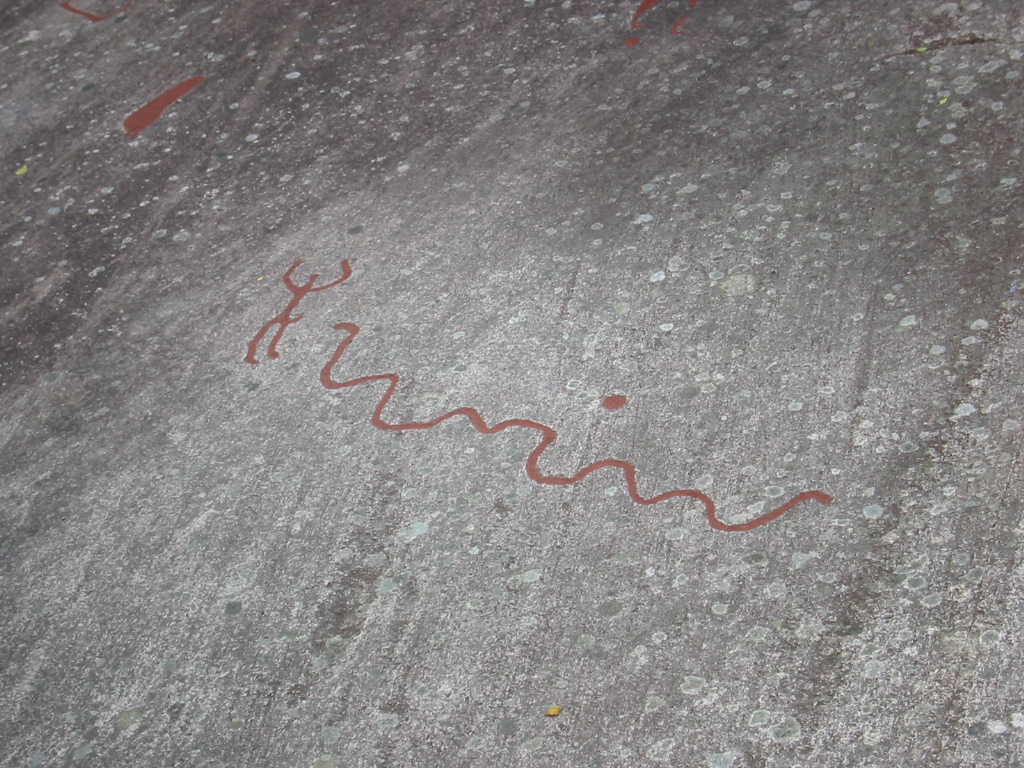
蛇